# Eulalia rubiginosa
Eulalia rubiginosa är en ringmaskart som beskrevs av Saint-Joseph 1888. Eulalia rubiginosa ingår i släktet Eulalia och familjen Phyllodocidae. Inga underarter finns listade i Catalogue of Life.